# 金匮县
金匮县是清代江苏省常州府所辖的一个县。

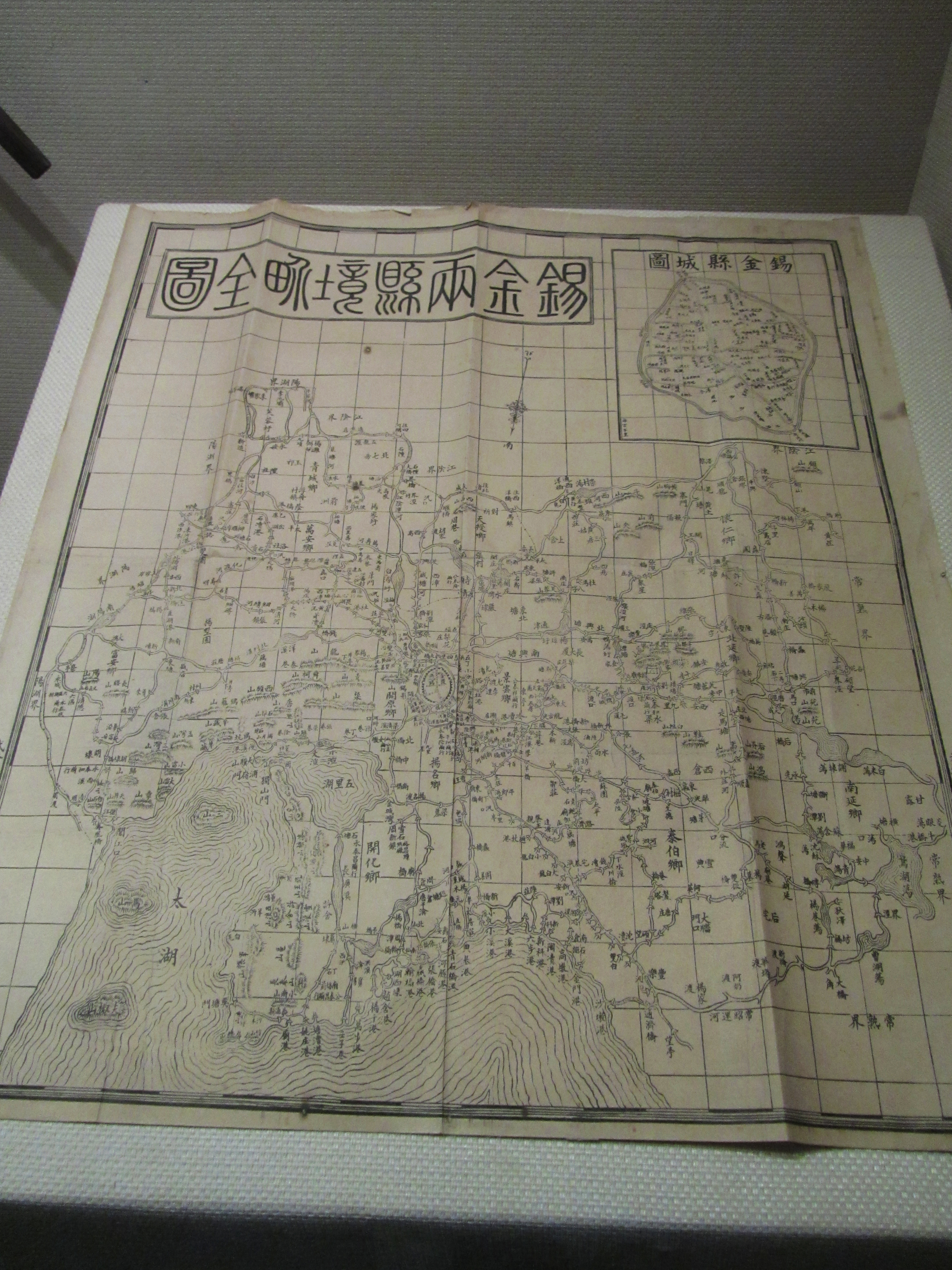
清光绪三十三年（1907）锡金（无锡和金匮）两县境界全图，无锡博物院藏。

雍正四年（1726年），由于无锡县人口、赋税繁多，被分为无锡、金匮两县，西部为无锡县，东部为金匮县，两县同城而治。1912年（民国元年）撤废金匮县。